# Obrium formosanum
Obrium formosanum es una especie de escarabajo longicornio del género Obrium, categorizada en la tribu Obriini, de la subfamilia Cerambycinae. Fue descrita por Schwarzer en 1925.

## Descripción
Mide 5 mm de longitud.

## Distribución
Se distribuye por China.